# Limenitis chancha
Limenitis chancha är en fjärilsart som beskrevs av Müller 1886. Limenitis chancha ingår i släktet Limenitis och familjen praktfjärilar. Inga underarter finns listade i Catalogue of Life.